# Carlinville
Carlinville är en stad (city) i Macoupin County, i delstaten Illinois, USA. Enligt United States Census Bureau har staden en folkmängd på 5 909 invånare (2011) och en landarea på 7,8 km². Carlinville är huvudort i Macoupin County.